# Schwansen

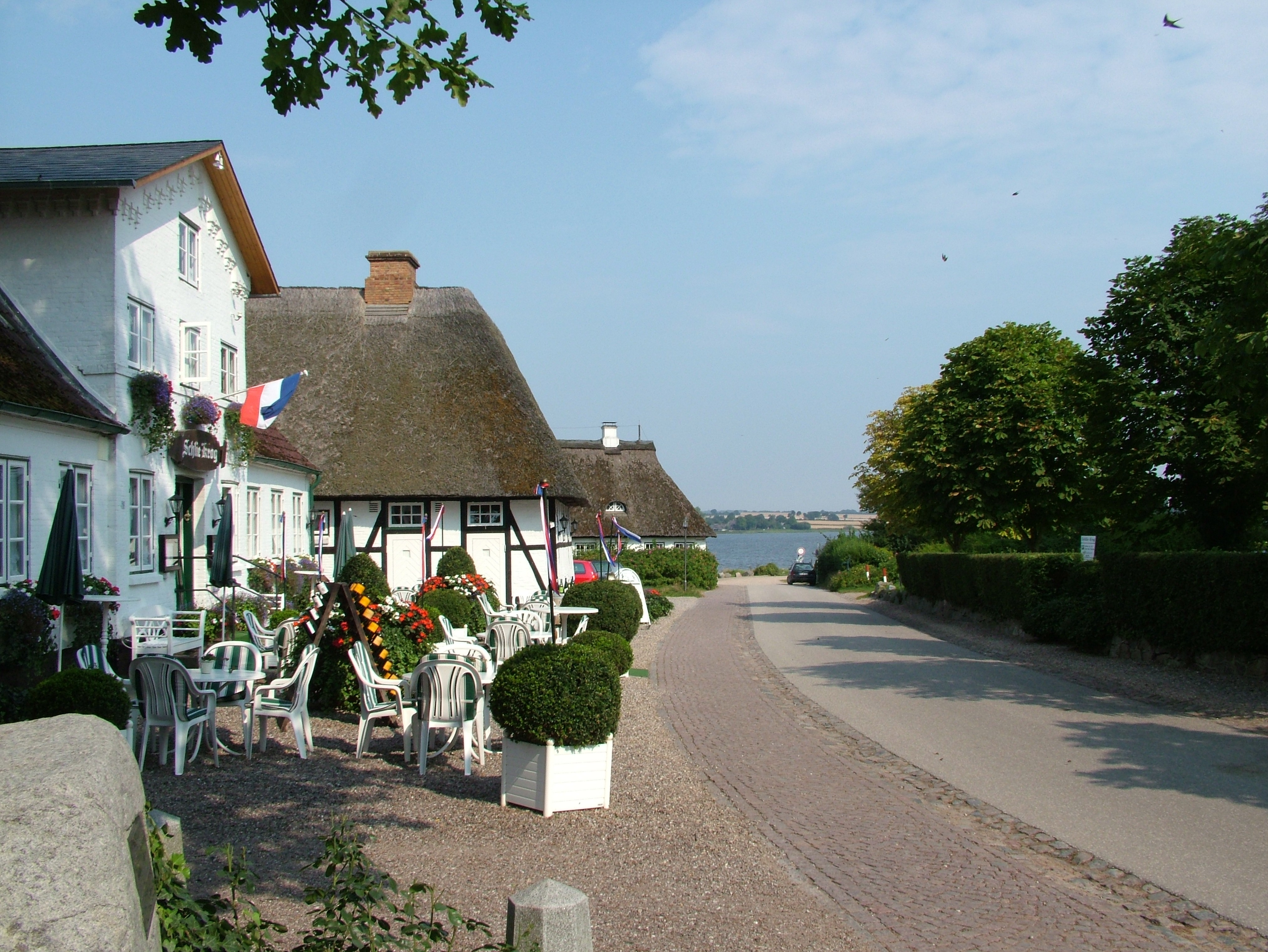
Sieseby en Schwansen

Schwansen (en danés: Svans o Svansø, que significa "lago de los cisnes") es una península en Schleswig-Holstein, Alemania, que sobresale en el mar Báltico. Está limitapa al sur por la ría de Eckernförde, que la separa de la península de la Selva Dánica, y al norte por la ría de Schlei, que la separa de la península de Anglia. 
La región pertenecía a Dinamarca hasta en la Guerra de los Ducados en 1864, cuando pasó a ser parte de Alemania.
- Datos: Q639956
- Multimedia: Schwansen (landscape) / Q639956